# Homaspis petiolata
Homaspis petiolata là một loài tò vò trong họ Ichneumonidae.